# Bernd Weinreich
Bernd Weinreich (* 3. Juli 1948 in Senftenberg) ist ein deutscher Komponist und Musikwissenschaftler.
Er studierte Musikwissenschaft an der Martin-Luther-Universität Halle-Wittenberg bei den Professoren Walther Siegmund-Schultze und Siegfried Bimberg. Seine Kompositionslehrer waren Edgar Neumann, Joachim Thurm und Hans Jürgen Wenzel. Sein Werkverzeichnis umfasst mehr als 60 Werke. Dabei stehen kammermusikalische Kompositionen, Klavierwerke und Lieder im Vordergrund. Weiterhin hat er mehrere Bühnenmusiken, eine Sinfonie, Orchesterwerke und Solokonzerte geschrieben.
Bernd Weinreich war Vorsitzender des Vereins Cottbuser Musikherbst und Intendant dieses Musikfestivals mit vornehmlich Werken deutscher und sorbischer Komponisten der Lausitz.